# Squash aux Jeux du Commonwealth de 2014
Navigation
Édition précédente Édition suivante

Les compétitions de squash des Jeux du Commonwealth 2014 se sont déroulées du 24 juillet au 3 août 2014 à Scotstoun Stadium, Glasgow en Écosse .
Il y a 5 épreuves, deux pour les hommes et les femmes et une mixte.

## Tableau des médailles
| Rang  | Nation           | Or | Argent | Bronze | Total |
| ----- | ---------------- | -- | ------ | ------ | ----- |
| 1     | Australie        | 2  | 0      | 1      | 3     |
| 2     | Angleterre       | 1  | 5      | 3      | 9     |
| 3     | Inde             | 1  | 0      | 0      | 1     |
| 3     | Malaisie         | 1  | 0      | 0      | 1     |
| 5     | Nouvelle-Zélande | 0  | 0      | 1      | 1     |
| Total | Total            | 5  | 5      | 5      | 15    |

## Palmarès
| Épreuves                         | Or                                     | Argent                                 | Bronze                                 |
| -------------------------------- | -------------------------------------- | -------------------------------------- | -------------------------------------- |
| Simple homme résultats détaillés | Nick Matthew Angleterre                | James Willstrop Angleterre             | Peter Barker Angleterre                |
| Simple femme résultats détaillés | Nicol David Malaisie                   | Laura Massaro Angleterre               | Joelle King Nouvelle-Zélande           |
| Double homme résultats détaillés | Cameron Pilley/David Palmer Australie  | Nick Matthew/Adrian Grant Angleterre   | Daryl Selby/James Willstrop Angleterre |
| Double femme résultats détaillés | Joshna Chinappa/Dipika Pallikal Inde   | Laura Massaro/Jenny Duncalf Angleterre | Alison Waters/Emma Beddoes Angleterre  |
| Double mixte résultats détaillés | Rachael Grinham/David Palmer Australie | Alison Waters/Peter Barker Angleterre  | Kasey Brown/Cameron Pilley Australie   |

## Nations participantes
Il y a 29 nations participantes pour un total de 119 athlètes. Le nombre d'athlètes par pays est entre parenthèses après le nom du pays.
- Angleterre (10)
- Australie (10)
- Bermudes (3)
- Botswana (1)
- Canada (2)
- Écosse (6)
- Îles Caïmans (4)
- Gibraltar (3)
- Guernesey (1)
- Guyana (3)
- Île Norfolk (2)
- Îles Vierges britanniques (2)
- Inde (6)
- Irlande du Nord (2)
- Jamaïque (2)
- Kenya (6)
- Lesotho (1)
- Malaisie (9)
- Malte (4)
- Maurice (2)
- Nouvelle-Zélande (8)
- Ouganda (4)
- Papouasie Nouvelle-Guinée (8)
- Saint-Vincent-et-les-Grenadines (5)
- Seychelles (2)
- Sierra Leone (3)
- Sri Lanka (6)
- Trinité-et-Tobago (4)
- Zambie (5)